# Macaca nigrescens
Macaca nigrescens (Макака горонтальський) — вид приматів з роду Макака (Macaca) родини Мавпові (Cercopithecidae).

## Опис
Має защічні мішки, в яких носить їжу поки її збирає. Хутро чорне, як і безволосе лице. Хвіст — короткий цурпалок.

## Поширення
Ендемік острова Сулавесі, Індонезія. Цей вид зустрічається в тропічних лісах при помірних висотах, і в гірських лісах до 2000 м. 

## Поведінка
Це в основному плодоїдний вид (70% раціону), але також їсть незріле листя, членистоногих, стебла недавно квітучих рослин і культивовані культури (фрукти, овочі, кукурудзу). Це денний вид. Живе як на землі, так і на деревах. Утворює групи розмірами від 1 до 62 осіб. Групи розділені на більш дрібні групи, під час збирання їжі. 

## Життєвий цикл
Самиці народжують одне дитинча.

## Загрози та охорона
Полювання на м'ясо диких тварин являє собою серйозну загрозу, особливо під час Різдва, коли м'ясо часто дається як дар. Підсічно-вогневе землеробство місцевими громадами представляє що-більшу проблему. Існує великий нелегальний "малого масштабу" видобуток відкритим способом золота з використанням ртуті, котре відбувається навіть в охоронних територіях.
Цей вид знаходиться в списку Додатку II СІТЕС. Вид захищений національним законодавством з 1970 року. Живе принаймні в одному охоронному районі, Bogani Nani Wartabone National Park.